# 波勒·博杜安
波勒·博杜安（法語：Paule Baudouin，1984年10月25日—），法国女子手球运动员。她曾代表法国国家队参加2008年和2012年夏季奥林匹克运动会手球比赛，两届比赛均获得第五名。